# Glochidion urceolare
Glochidion urceolare är en emblikaväxtart som beskrevs av Airy Shaw. Glochidion urceolare ingår i släktet Glochidion och familjen emblikaväxter. Inga underarter finns listade i Catalogue of Life.